# وسط الرياض
وسط الرياض (بالإنجليزية: Downtown Riyadh) هو مصطلح يُستخدم للإشارة إلى مجموعة من 20 حيًا في مدينة الرياض، المملكة العربية السعودية. تغطي هذه المنطقة أكثر من 3700 فدان، وتحتضن بعضًا من أهم المناطق الثقافية والتجارية في المدينة، مثل مركز الملك عبد العزيز التاريخي، منطقة البطحاء التجارية، وحي قصر الحكم، بينما تتداخل أيضًا مع العديد من المناطق القديمة في العاصمة، بما في ذلك المدينة القديمة التي كانت محاطة بأسوار.تم تقديم أول خطة لتطوير وسط الرياض في عام 2013 من قبل الهيئة الملكية لمدينة الرياض.
يحد وسط الرياض من الشمال شارع الوشم وشارع عمر بن الخطاب، ومن الشرق طريق الخرج، ومن الجنوب شارع عمار بن ياسر و شارع الاعشى، ومن الغرب شارع الإمام عبد العزيز بن محمد.

## المناطق

### منطقة قصر الحكم
منطقة قصر الحكم هو مصطلح يُستخدم لتعريف حدود المدينة القديمة المحاطة بالأسوار في الرياض، والتي تقع اليوم في منطقتي حي الديرة والدحو، وتشمل عدة أحياء ودوار كانت تقع ضمن حدود أسوار المدينة القديمة قبل هدمها في عام 1950. سُمي هذه المنطقة على اسم قصر الحكم الذي يحمل نفس الاسم، ويُعتبر على نطاق واسع سلفًا للرياض الحديثة، حيث أن المدينة الكبرى تطورت كناتج للمدينة المحاطة بالأسوار في الخمسينات.
نظرًا لأهميته التاريخية والمعمارية، تم إعادة بناء هذا الحي من قبل الحكومة السعودية بين السبعينات والتسعينات، ويقع إلى الجنوب الغربي من منطقة البطحاء التجارية.

### ساحة الصفاة

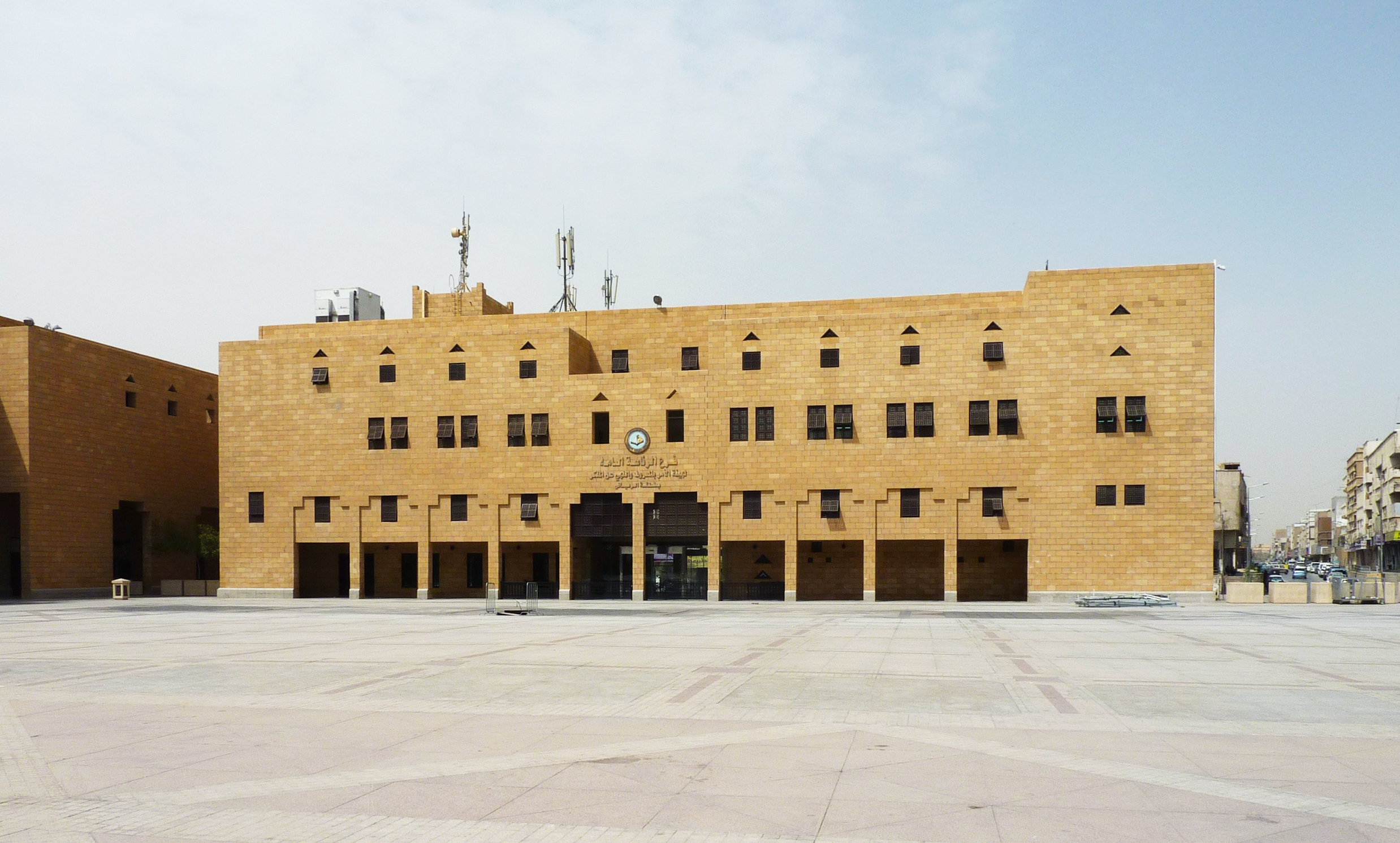
ساحة الصفاة, 2011

ساحة الصفاة هو مساحة عامة في حي الديرة بمدينة الرياض، المملكة العربية السعودية، يقع بجانب مجمع قصر الحكم والمسجد الكبير للإمام تركي بن عبد الله في حي قصر الحكم. يُعرف ساحة الصفاة كموقع تاريخي لتنفيذ الإعدامات العامة، حيث يتم قطع رؤوس المحكوم عليهم بالإعدام في المملكة العربية السعودية علنًا.

### قصر الحكم

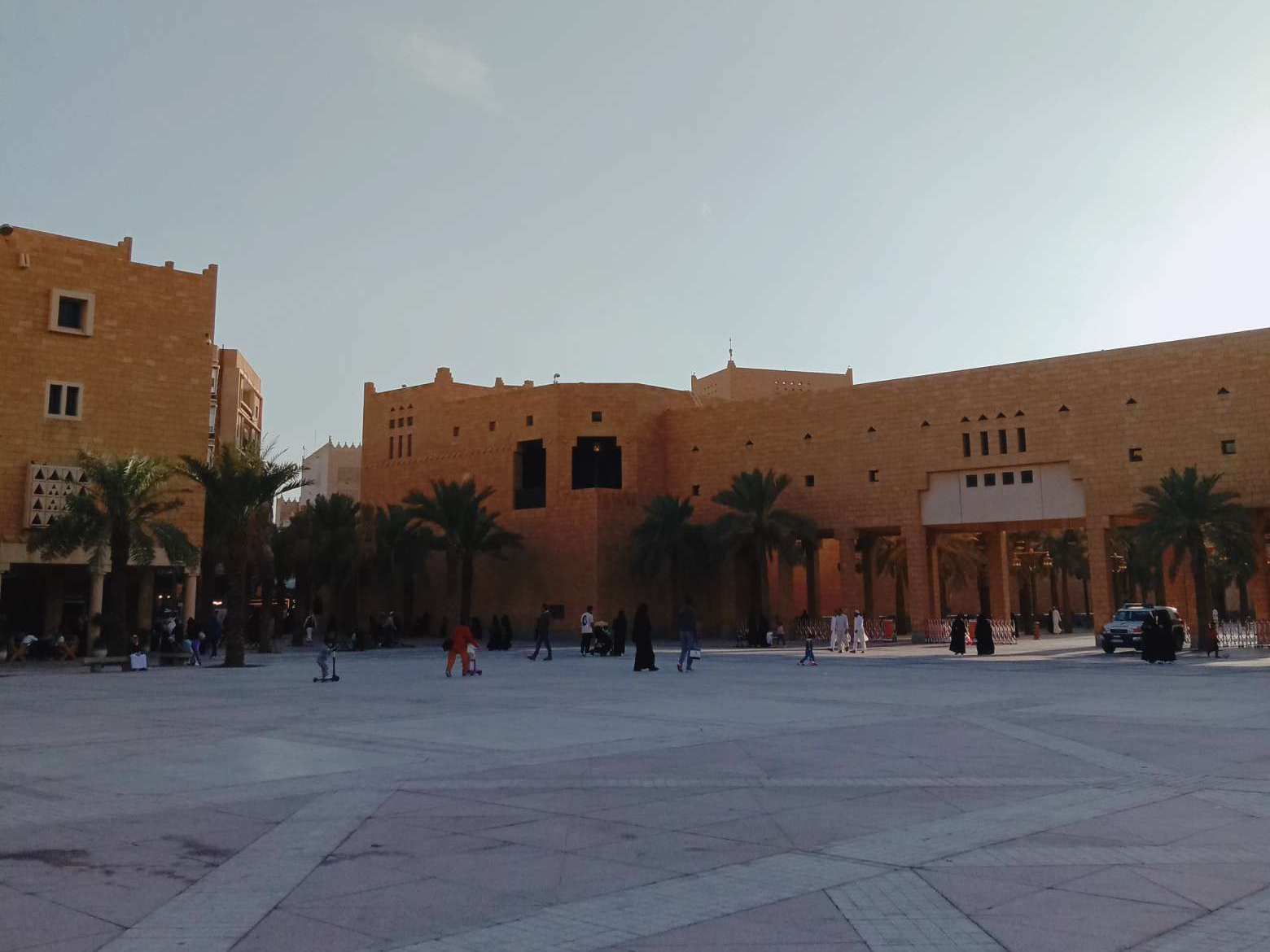
قصر الحكم, 2022

قصر الحكم، الذي سُمِّي بهذا الاسم نسبةً إلى الساحة العامة التي يشرف عليها من الجنوب، هو قصر تاريخي ومعلم تراثي ثقافي شهير يقع في حي الديرة بمدينة الرياض، المملكة العربية السعودية. يقع القصر مباشرةً مقابل المسجد الكبير للإمام تركي بن عبد الله في حي قصر الحكم.

### قلعة المصمك

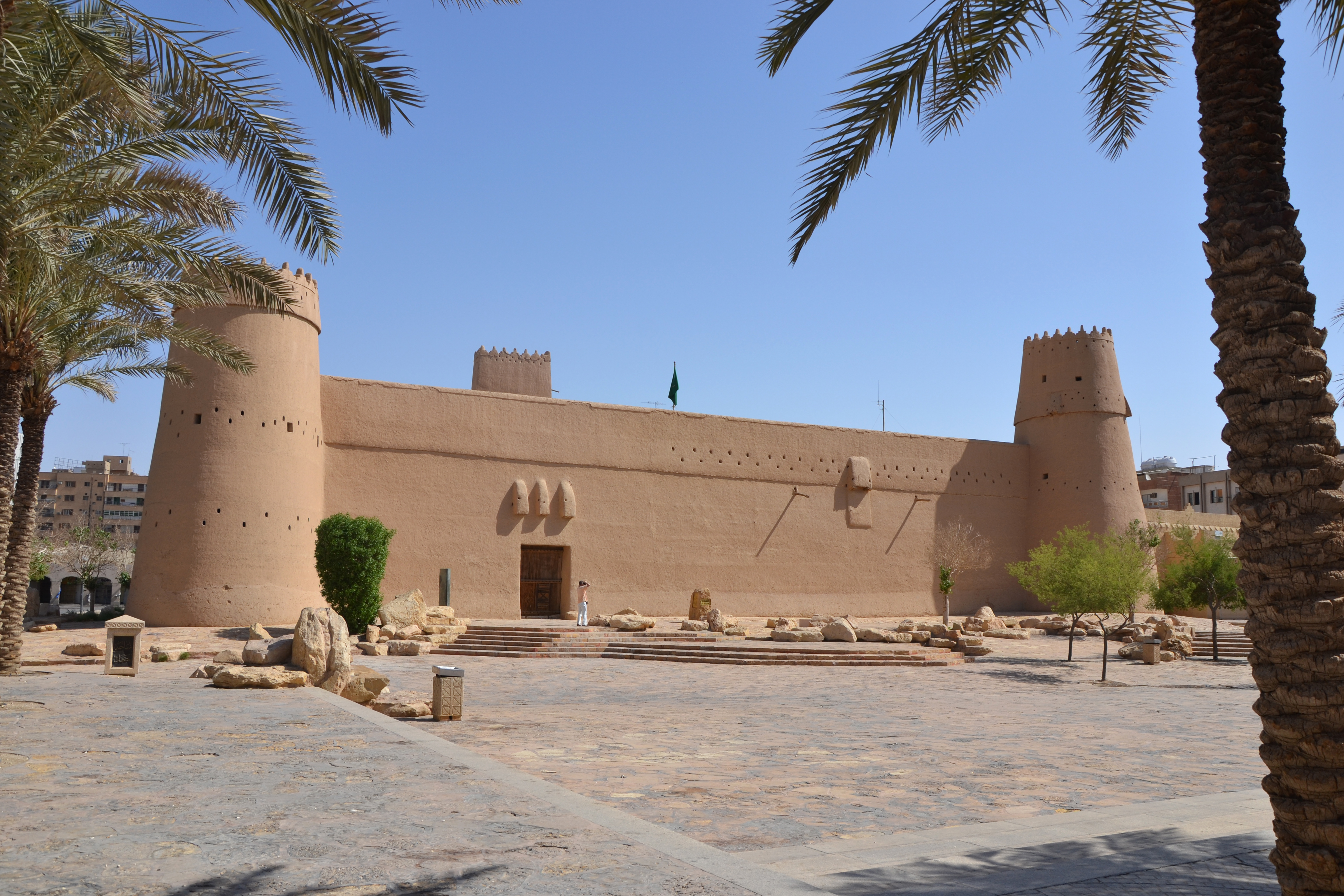
قلعة المصمك, 2011

قلعة المصمك هي حصن مبني من الطين واللبن يقع في حي الديرة بمدينة الرياض، المملكة العربية السعودية، على مقربة من قصر الحكم في حي قصر الحكم. كانت القلعة موقعًا لمعركة الرياض عام 1902، التي مهدت الطريق لتأسيس إمارة الرياض، وهي النواة الأولى للمملكة العربية السعودية الحديثة.
تم تحويل القلعة إلى متحف في عام 1995، مما جعلها أحد أبرز المعالم التراثية في المملكة.

### جامع الإمام تركي بن عبد الله
جامع الإمام تركي بن عبد الله هو مسجد جامع يقع في حي الديرة بمدينة الرياض، المملكة العربية السعودية، ويجاور قصر الحكم بينما يطل على ساحة الصفاة. تم تأسيس الجامع في عهد الإمام تركي بن عبد الله بن محمد آل سعود، مؤسس الإمام للدولة السعودية الثانية ، وقد تم تسميته لاحقًا على اسمه.
يستوعب المسجد 17,000 مصلٍ، ويغطي مساحة قدرها 16,800 متر مربع، مما يجعله واحدًا من أكبر المساجد في المملكة العربية السعودية.

### مركز الملك عبد العزيز التاريخي
مركز الملك عبد العزيز التاريخي هو مجمع تراثي يمتد عبر عدة أحياء في مدينة الرياض، المملكة العربية السعودية، ويغطي المنطقة الواقعة جنوب المربع وشمال الفوطة. يضم المركز قصر المربع، المتحف الوطني، دارة الملك عبد العزيز، مكتبة الملك عبد العزيز العامة، قاعة الملك عبد العزيز للمؤتمرات، القصر الأحمر، وبرج مياه الرياض، بالإضافة إلى ست حدائق ومتنزهات بلدية، منها متنزه المتحف الوطني، متنزه الوطن، واحة النخيل، ومتنزه اليمامة.
افتتح المركز في يناير 1999 على يد الملك فهد بن عبد العزيز احتفاءً بالذكرى المئوية لاستعادة الملك عبد العزيز للرياض عام 1902، والتي مهدت الطريق لتأسيس إمارة الرياض، النواة الأولى للمملكة العربية السعودية الحديثة.

### قصر المربع
قصر المربع هو قصر تاريخي ومتحف يقع في حي المربع بمدينة الرياض. بُني عام 1938، وكان من أوائل المباني التي شُيّدت خارج أسوار المدينة القديمة، كما كان آخر مقر عمل للملك عبد العزيز بن سعود حتى وفاته عام 1953. قامت الحكومة السعودية بترميم القصر، وتم دمجه لاحقًا في مركز الملك عبد العزيز التاريخي عام 1999.

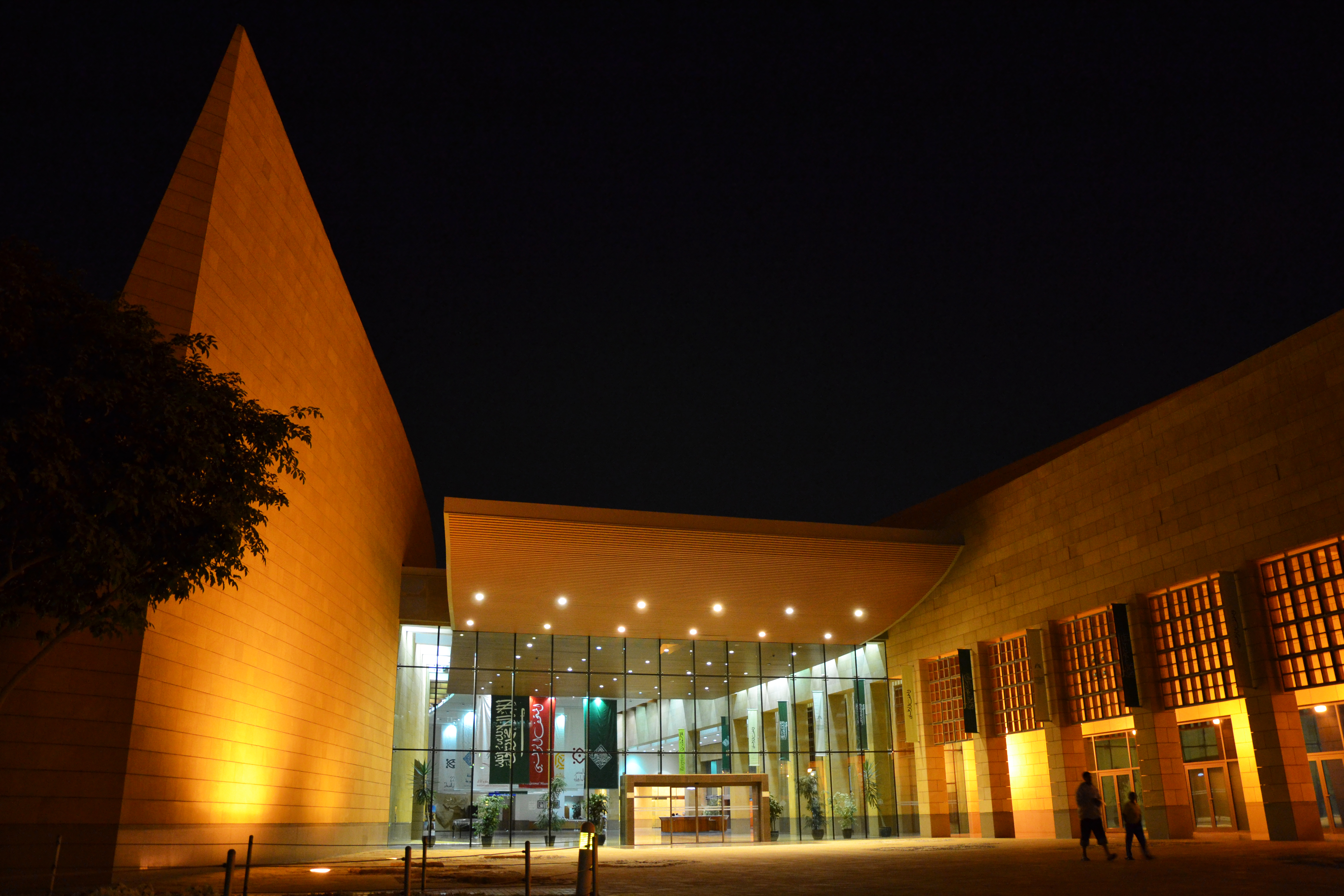
متحف الوطني, 2012

### المتحف الوطني السعودي
المتحف الوطني السعودي تم افتتاحه عام 1999 كجزء من مركز الملك عبد العزيز التاريخي، ويعرض العديد من القطع الأثرية التي تعود إلى الدولة السعودية الأولى والثانية.

### قصر الحمراء،
قصر الحمراء، أو القصر الأحمر، بُني في الأربعينيات من القرن العشرين على يد الملك عبد العزيز بن سعود لابنه الملك سعود بن عبد العزيز في حي الفوطة بمدينة الرياض. تم دمجه في مركز الملك عبد العزيز التاريخي عام 1999، حيث كان مقراً لديوان المظالم. يُعد أول مبنى خرساني مُسلح في تاريخ المملكة العربية السعودية، وتم فتحه للعامة في عام 2019.

### برج مياه الرياض

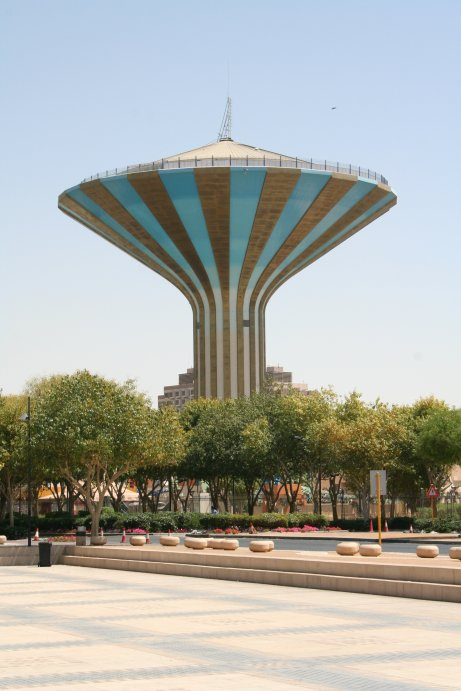
برج مياه الرياض, 2007

برج مياه الرياض هو برج مائي على شكل مخروط أسطواني بارتفاع 61 مترًا ويعد من المعالم الثقافية البارزة في حي الفوطة بمدينة الرياض، المملكة العربية السعودية.صُمم البرج على يد المهندس المعماري السويدي سوني ليندستورم، وكان مستوحى من برج المياه "سفامبن" في مدينة أوبسالا بالسويد. كان البرج أطول بناء في المملكة عند افتتاحه عام 1971، ويقع اليوم ضمن حدود متنزه الوطن في مركز الملك عبد العزيز التاريخي.

### متنزه المتحف الوطني
متنزه المتحف الوطني هو مصطلح يشير إلى تجمع خمس من أصل ثمانية حدائق ومتنزهات بلدية في حي المربع بمدينة الرياض، المملكة العربية السعودية. تشمل هذه الحدائق: حديقة الحرس، حديقة السور، حديقة الوادي، حديقة الجسر، و حديقة المدي.تتصل هذه الحدائق بمجمع قصر المربع، ومقر المتحف الوطني، بالإضافة إلى دارة الملك عبد العزيز في الجزء الشمالي من مركز الملك عبد العزيز التاريخي.

### منطقة البطحاء التجارية

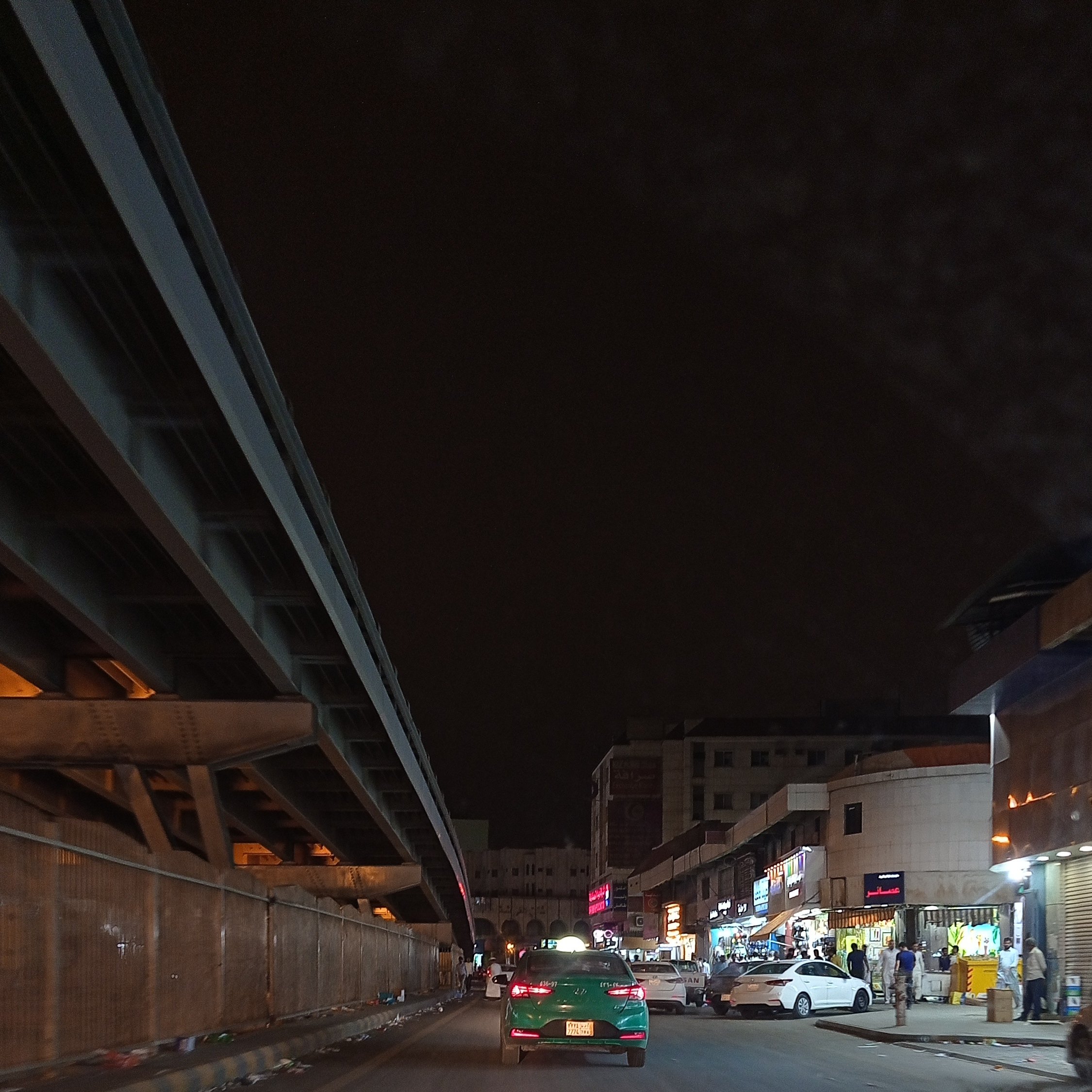
البطحاء, 2023

البطحاء، هو مصطلح عام يُستخدم للإشارة إلى تجمع بعض أجزاء من الأحياء في وسط مدينة الرياض، المملكة العربية السعودية، والتي تقع بشكل رئيسي على طول شارع البطحاء على جانبي مجرى وادي الوتر الذي جفّ الآن. تقع البطحاء بين حي المربع وحي الديرة.تُعد البطحاء واحدة من أقدم المناطق التجارية في الرياض ومركزًا ماليًا حيويًا في وسط المدينة، حيث تغطي المنطقة شرق الفوطة والديرة وغرب الأمل والمربع والثليم. ظهرت البطحاء في الأربعينيات خلال الحرب العالمية الثانية عندما اختار عدد من التجار الكويتيين إنشاء سوق مزاد خارج أسوار المدينة الشمالية الشرقية.بالإضافة إلى كونها سوقًا مفتوحًا يستضيف عددًا من مراكز التجارة الكبيرة والمتوسطة، كانت المنطقة المحيطة بها مركزًا رئيسيًا للجالية البنغالية في الرياض منذ طفرة النفط في السبعينات، إلى جانب الهنود والباكستانيين والفلبينيين والسريلانكيين، الذين يسهمون معًا في حوالي 70% من النشاط الاقتصادي في المنطقة.